# Hermó d'Atenes
Hermó (en llatí Hermon, en grec antic Ἕρμων) fou un militar atenenc.
Tucídides diu que era comandant del destacament de guàrdies de frontera (περίπολοι) estacionat a Muníquia, i segons Plutarc va tenir part activa en la sedició contra els Quatre-cents iniciada per Teràmenes i Aristòcrates d'Atenes al Pireu el 411 aC. Tucídides diu que el general Frínic, quan va tornar a Atenes va ser assassinat per un dels guàrdies, però no dona més detalls, però Plutarc diu que l'assassí va ser Hermó i que va rebre una corona com a recompensa. Sembla que això no lliga amb els fets coneguts.